# Vaasan Vasama
Vaasan Vasama är en idrottsförening i Vasa, Finland. Föreningen grundades 1907 under namnet Voimistelu-ja Urheiluseura Vasama (den har haft sitt nuvarande namn sedan 1925). Den har under åren haft aktivitet i en stor mängd sporter, varav många senare blivit separata föreningar. För närvarande har den bara aktivitet i friidrott och volleyboll. Det är också de sporter, tillsammans med boboll och brottning, inom vilken klubben nått störst framgångar.
Sju friidrottare från klubben har deltagit i OS: Santeri Tala (3 000 meter laglopp 1924), Risto Kuntsi (kula 1936), Valle Rautio (tresteg 1948 och 1952), Reino Hiltunen (tresteg 1952), Sirkka Norrlund (80 meter häck 1964), Erkki Niemi (höjdhopp 1984) och Ritva Lemettinen (maraton 1992). Lagets damlag i volleyboll har blivit finska mästare nio gånger (1986-1989, 1991-1994 och 1996).